# جوان س. إدواردز
جوان س. إدواردز (بالإنجليزية: Joan C. Edwards) هي عازفة الجاز أمريكية، ولدت في 1918، وتوفيت في 7 مايو 2006 بسبب سرطان الكبد.